# Роберт Шервуд
Роберт Еммет Шервуд (англ. Robert Emmet Sherwood; 4 квітня 1896 — 4 листопада 1955) — американський драматург, журналіст, історик.

## Життєпис
Працював у редакції деяких американських журналів. Був редактором щотижневика «Лайф».

## Драматургія
Перші п'єси Шервуда мали великий комерційний успіх. Це пояснювалося їхньою яскравою сценічністю, рівнянням на популярні зразки європейської мелодрами. Його найвідоміші п'єси «Дорога на Рим», «Міст Ватерлоо», «Побачення у Відні», «Закаменілий ліс».
Одним з найвищих досягнень Шервуда-драматурга стала історична хроніка «Ейб Лінкольн в Іллінойсі», де змальована еволюція майбутнього президента США, — з несміливого провінційного чоловіка він перетворюється на людину, що переймається долею усієї країни.
Під час Другої світової війни Шервуд відійшов від драматургії, надавши перевагу публіцистиці (а також працював як один зі співробітників Білого Дому). Після війни Шервуд написав, засновану на величезному фактичному матеріалі, роботу «Рузвельт і Гопкінс очима очевидця», за яку він отримав Пулітцерівську премію.